# Ordine della libertà e dell'indipendenza (Corea del Nord)
L'Ordine della libertà e dell'indipendenza (자유독립훈장?) è un'onorificenza nordcoreana.

## Storia
L'ordine è stato istituito con l'emanazione del decreto del 17 luglio 1951 dell'Assemblea popolare suprema della Repubblica Popolare Democratica di Corea ad imitazione dell'Ordine di Aleksandr Nevskij.

## Classi
La medaglia dispone delle seguenti classi di benemerenza:
- I Classe
- II Classe

| Nastri    |          |
| II classe | I classe |

## Assegnazione
Inizialmente l'ordine veniva assegnato a comandanti di divisione e di corpo d'armata dell'esercito in forma di spilla per premiare i risultati in battaglia. La medaglia è stata assegnata ai comandanti sia dell'Armata del popolo coreano che dell'Esercito Popolare di Liberazione. All'epoca della guerra di Corea, alcune onorificenze sono state concesse anche a consiglieri militari sovietici. Durante il regime di Kim Jong-il l'onorificenza perse il suo prestigio di onorificenza militare e iniziò ad essere assegnata per ragioni più politiche che militari. Continuò ad essere assegnato a comandanti di reggimento o di formazioni inferiori per abilità in battaglia. Sempre Kim Jong-il alla spilla affiancò l'insegna di collare.
Oggi la I Classe viene assegnata a comandanti e unità partigiane di brigate, divisioni e gruppi militari superiori per premiare il coraggio e il buon comando delle operazioni militari. La II Classe viene assegnata ai comandanti di reggimenti partigiani, battaglioni, compagnie e distaccamenti, nonché ai professionisti civili impiegati nel settore militare.

## Insegne

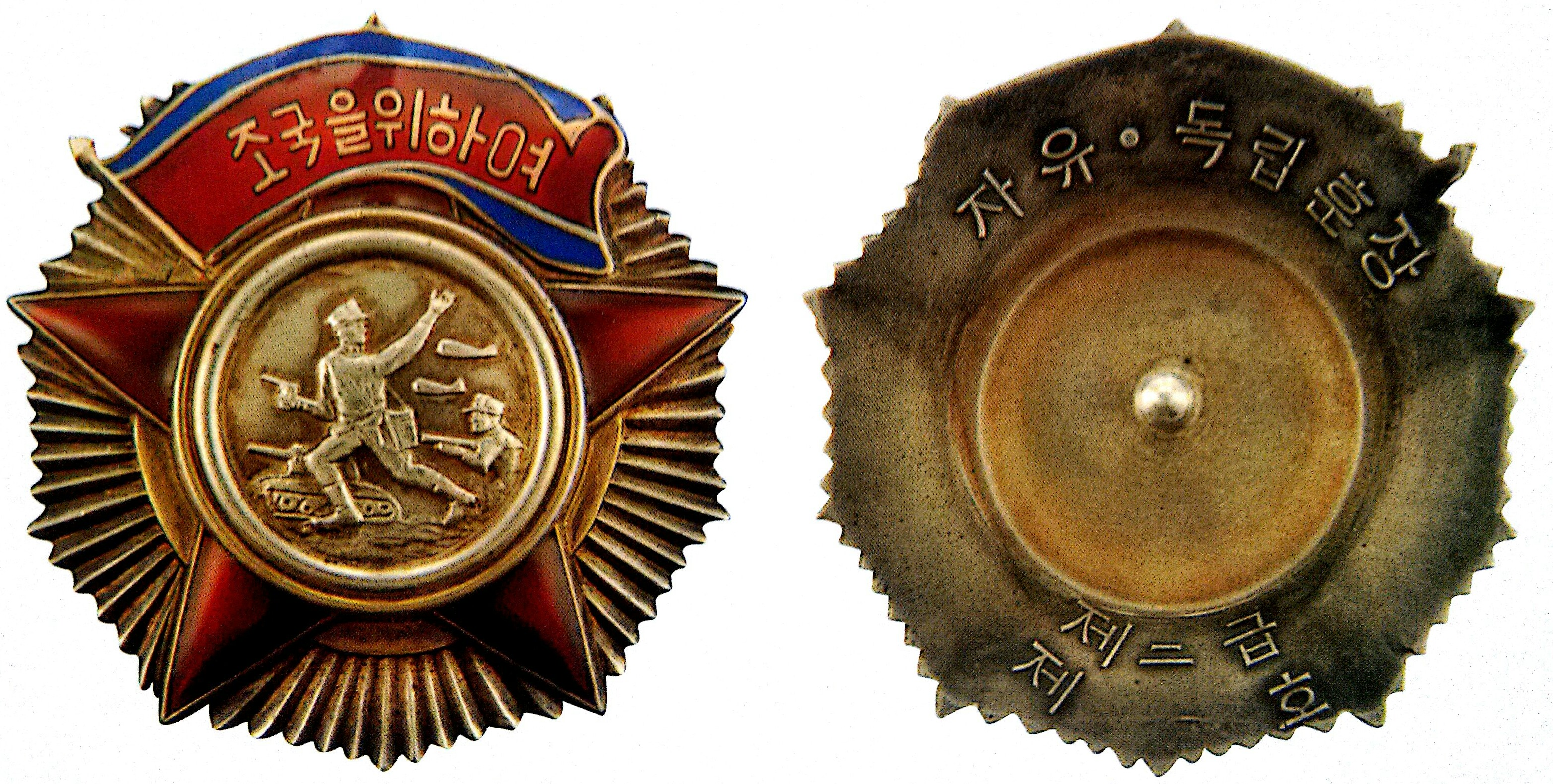
L'insegna di II Classe di produzione sovietica assegnata negli anni '50.

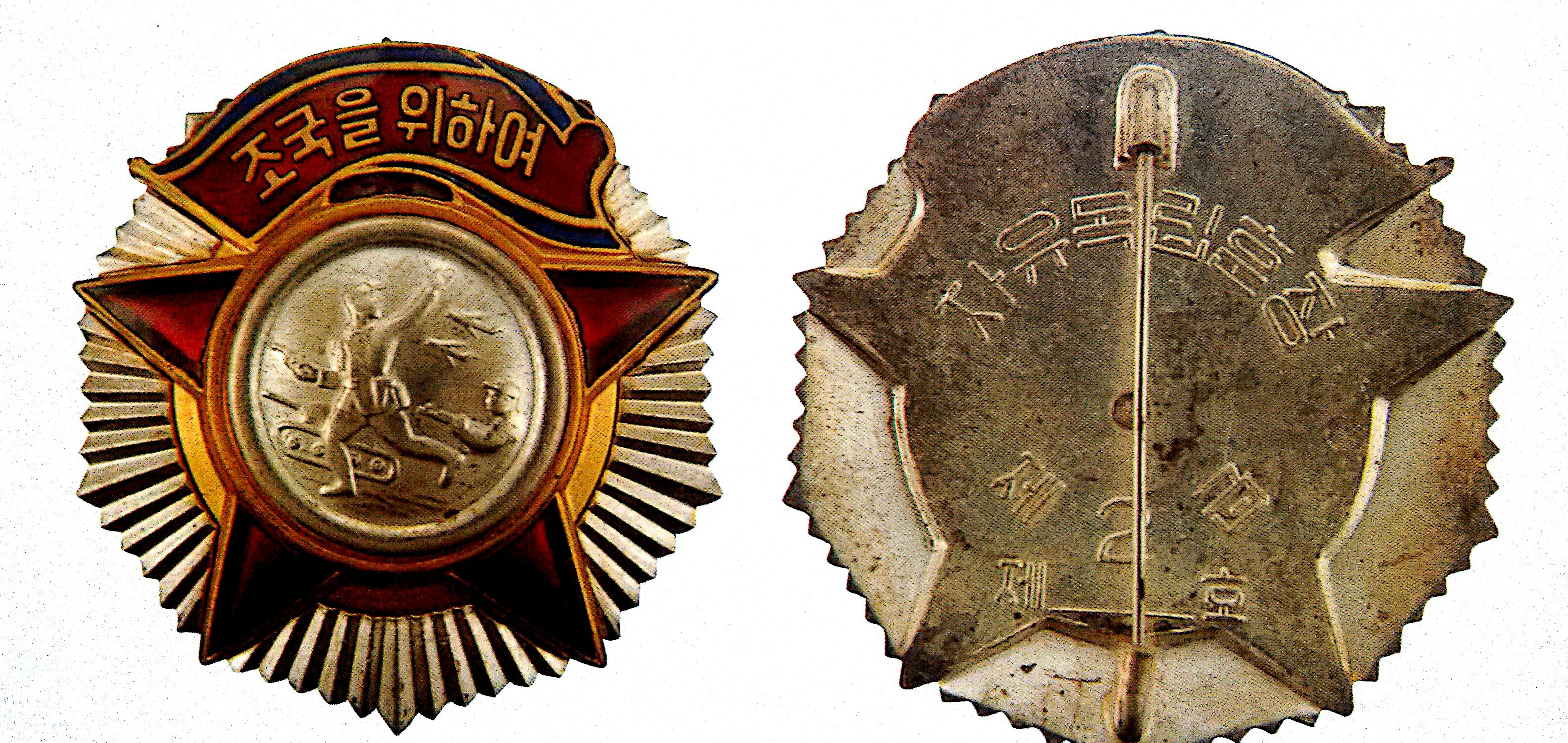
L'insegna di II Classe di produzione nordcoreana assegnata dal 1960.

- L'insegna è costituita da una stella a cinque punte smaltata di rosso, sovrapposta a raggi divergenti; sulla punta superiore della stella c'è una striscia rossa e azzurra con la dicitura in coreano, mentre al centro della stella c'è un medaglione rotondo argentato con le figure di soldati e mezzi militari. L'insegna di produzione sovietica era in argento 925 placcato in oro e si attaccava agli abiti con un perno mentre quella di produzione nordcoreana è in rame placcato in oro e si attacca agli abiti con una spilla.[5]

- Il nastro è bianco con bordi di colore rosso e una striscia verde al centro; nella prima classe, al centro della striscia verde c'è una sottile riga verticale gialla, mentre nella seconda classe le strisce gialle sono due.